# 皇居東御苑
皇居東御苑（皇居東御苑/こうきょひがしぎょえん）是東京都千代田区皇居東側附屬的庭園，面積約21公頃。由宮内廳管轄，並且配有皇宮警察。鄰接的皇居外苑、北之丸公園則是由环境省管轄。

## 歷史
皇居東御苑是原本江戶城的本丸・二之丸・三之丸。本丸作為江戶幕府將軍的居所，有本丸御殿、天守閣等，是江戶城的中樞。
明治時代至第二次世界大戰前為宮内省、皇室相關的設施。戰後的1963年被指定爲特別史跡，並在1968年10月1日開始向公眾開放。苑内自然生態豐富，在昭和天皇的意思下，設置了模仿武藏野自然環境的二之丸雜木林、果樹古品種園、並有放流鰭長錦鯉的池子。其他日本庭園、皇室相關設施、江戶城遺跡等歷史地標也是苑內的景點，除了日本國內，亦有許多海外觀光客造訪。現在依然有部分宮内廳設施是禁止進入的區域。
2018年3月27日開園以來的來場人數達3000萬人。

### 主要設施
- 三之丸尚藏館 - 展示宮内廳保管的美術品、繪畫等藝術品。1993年（平成5年）開館。入館免費。
- 宮内廳書陵部廳舍 - 管理約40萬部皇室古文書與分散全國各地的陵墓。
- 宮內廳樂部廳舍
- 桃華樂堂 - 為了慶祝香淳皇后還曆，於1966年（昭和41年）建的音樂堂。
- 同心番所 - 同心負責監視進入江戶城的大名。以前在同心番所前有一座橋，除了御三家之外的所有大名・役人，都必須在此下馬、下車，並徒步前往本丸。
- 百人番所 - 警護通往本丸・二之丸的大手三之門。被稱為鐵砲百人組的甲賀組、伊賀組、根來組、二十五騎組的同心100人，晝夜交替負責警備。
- 大番所 - 通往本丸的中之門警備詰所，抑是最後的番所，主要由位階較高的與力・同心共同警護。
- 諏訪茶屋
- 富士見櫓 - 現在的富士見櫓是明曆大火後（1659年）再建。因為江戶城天守在明曆大火燒毀後便沒有重建，之後江戶城的中央位置便由富士見櫓替代了天守。
- 松之廊下跡
- 天守台（江戶城天守跡） - 位於本丸北端。最初的天守於1607年（慶長12年）完工，此時的天守台略南一些。經過第3代將軍家光大幅改修，最終在1638年（寬永15年）完成。此時已在現在天守台的位置。天守外觀為5層、內部6樓，包含天守台的高度為58m，天氣良好時可以看見房總半島。然而，在明曆大火燒失後，雖然有重建計劃，但是家光的弟弟保科正之（會津松平家藩主）反對而導致計劃延期，此後便沒有天守了。

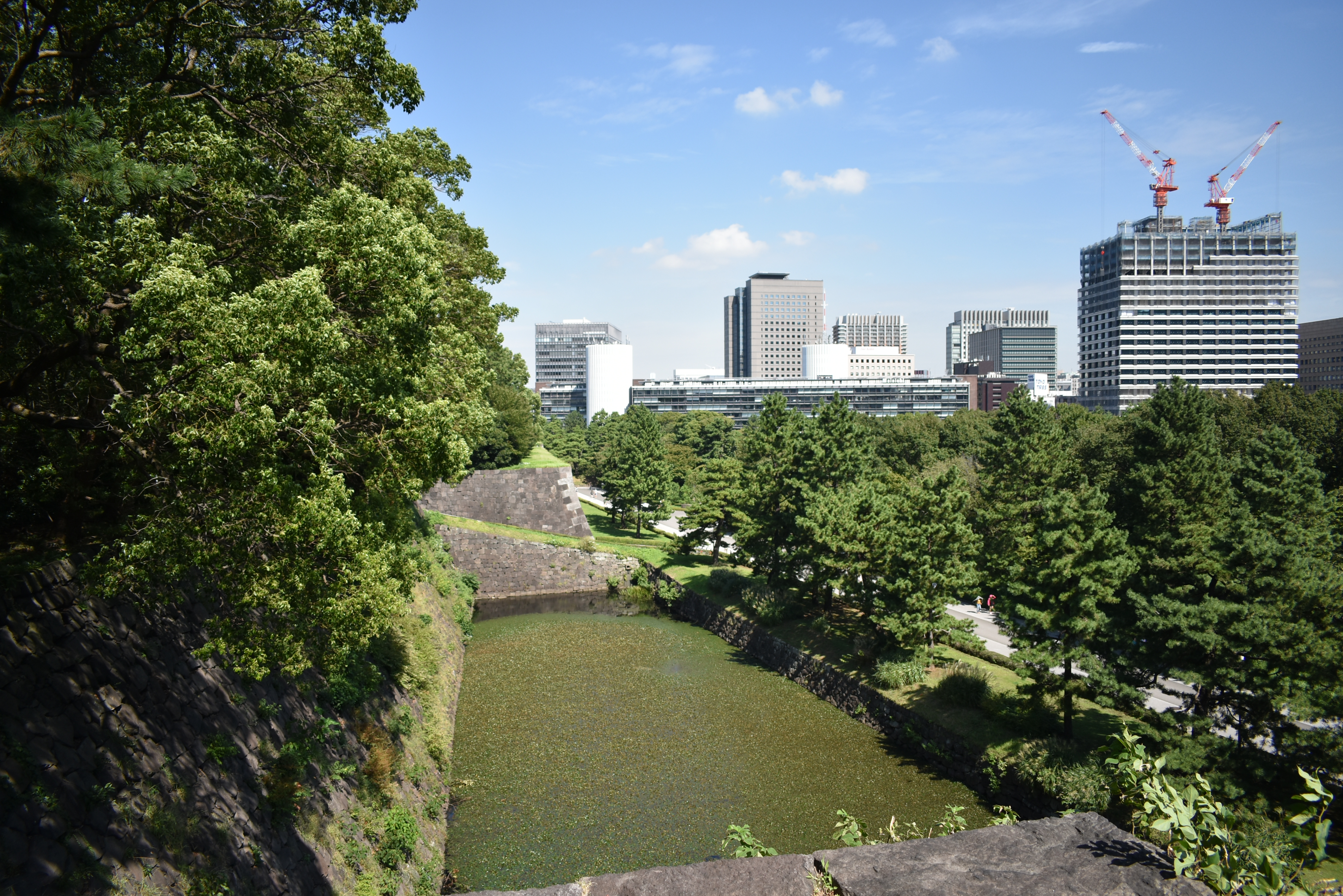
展望台 - 位於江戶城本丸跡的西側、本丸休憩所背面上爬，在白鳥濠的側面設有展望台。原本為御台所前三重櫓，1863年（文久3年）燒毀後便沒有再建。眼下的白鳥濠，是本丸與二之丸間唯一殘留下來的濠。1635年（寛永12年）年、二之丸擴張工程時，本丸與二之丸・三之丸間的內濠，除了白鳥濠之外其他都被填平。江戶城內，與本丸和白鳥濠相隔的二之丸，標高差達到10公尺左右，大約就是日比谷入江的海岸段丘緣側。能下望白鳥濠，也能遠眺大手町、丸之內的高樓群。
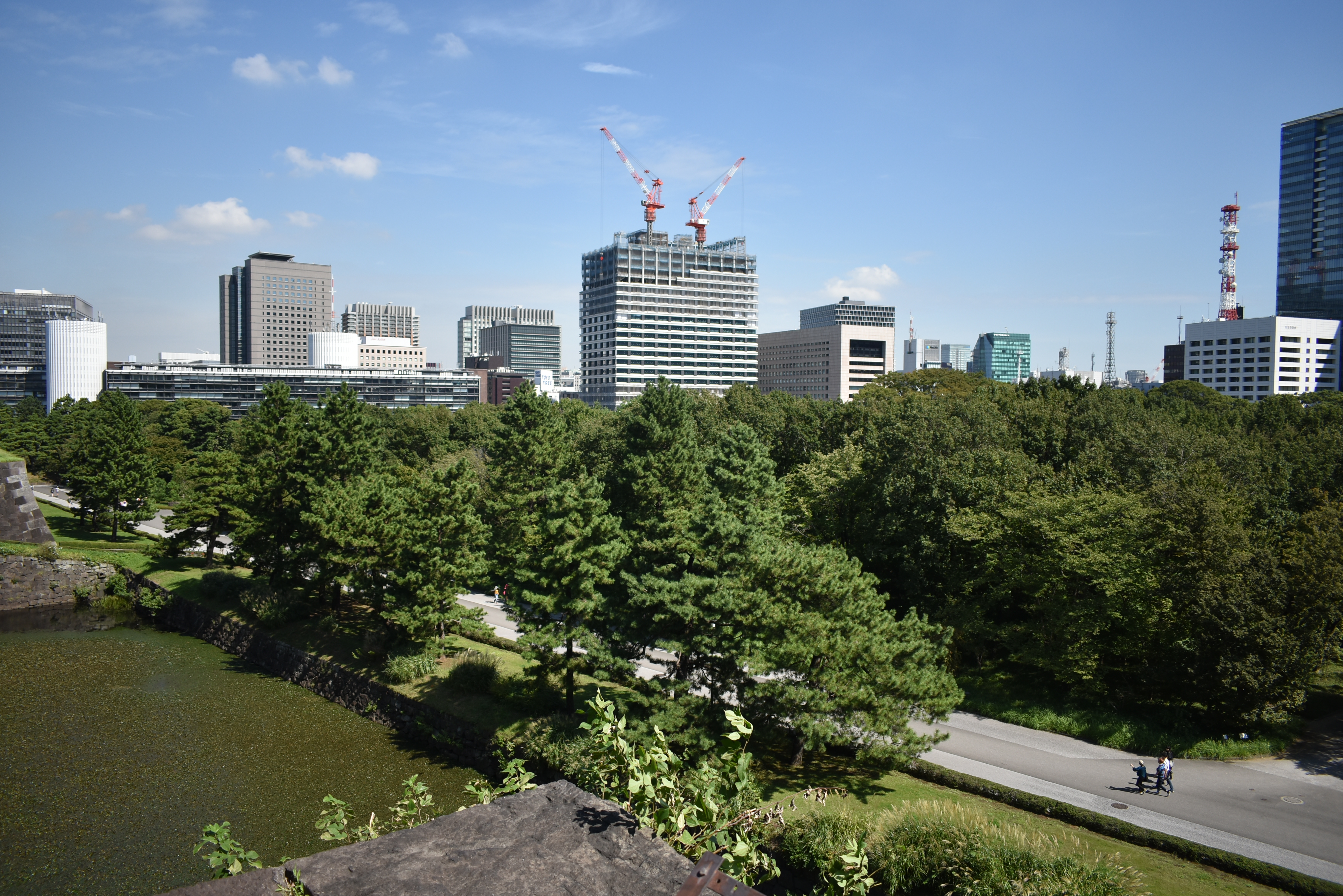
大手町眺望
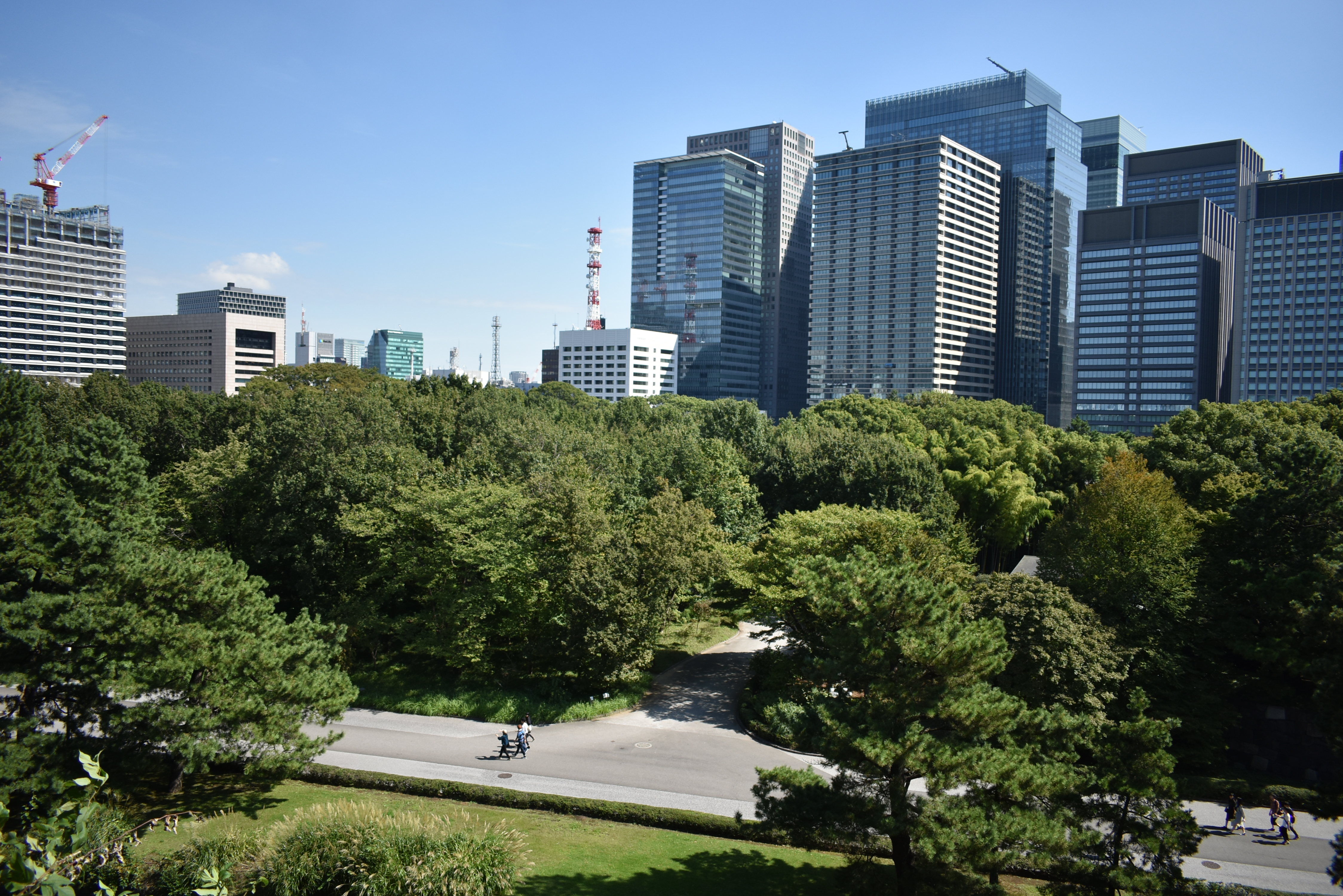
同左
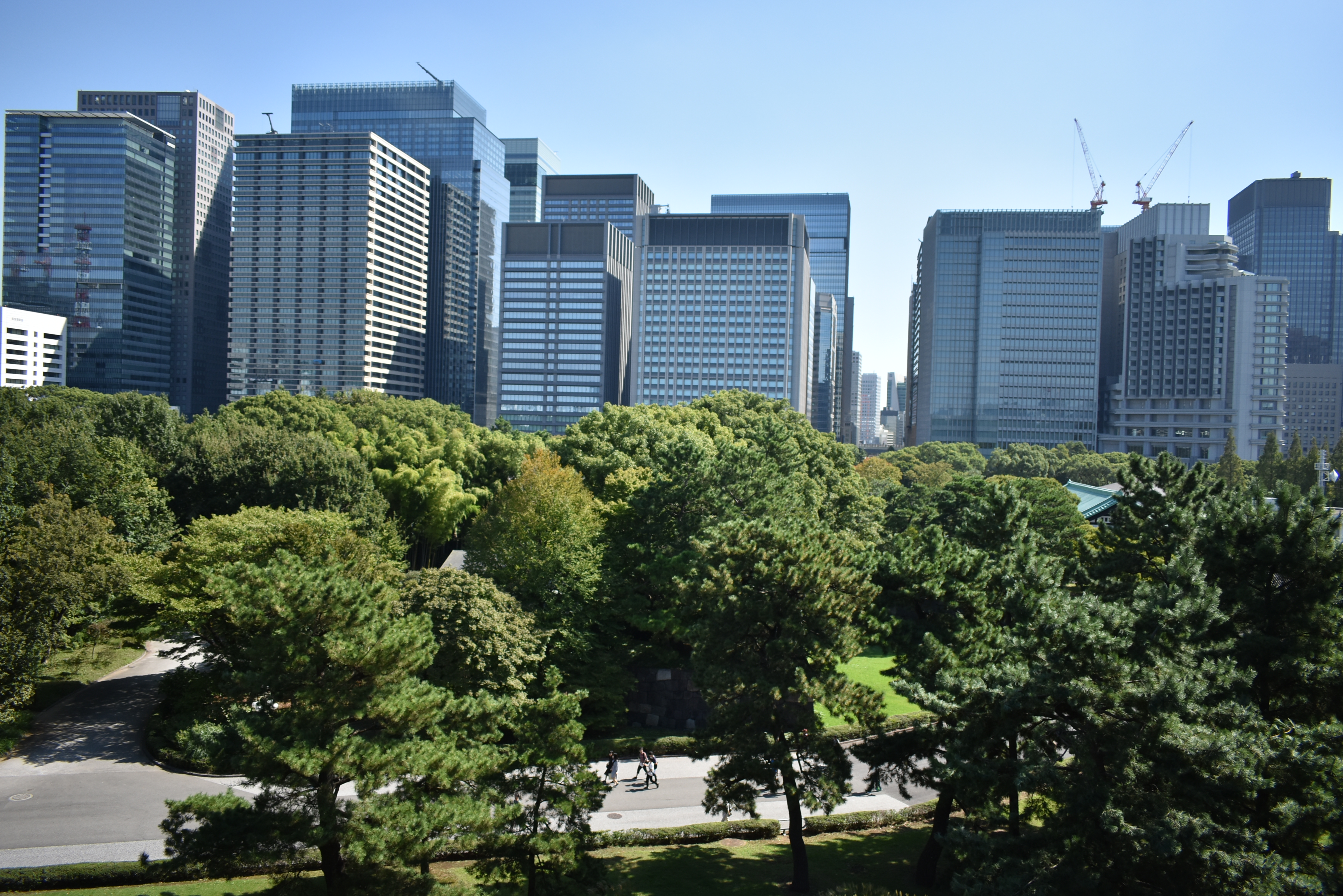
丸之内眺望
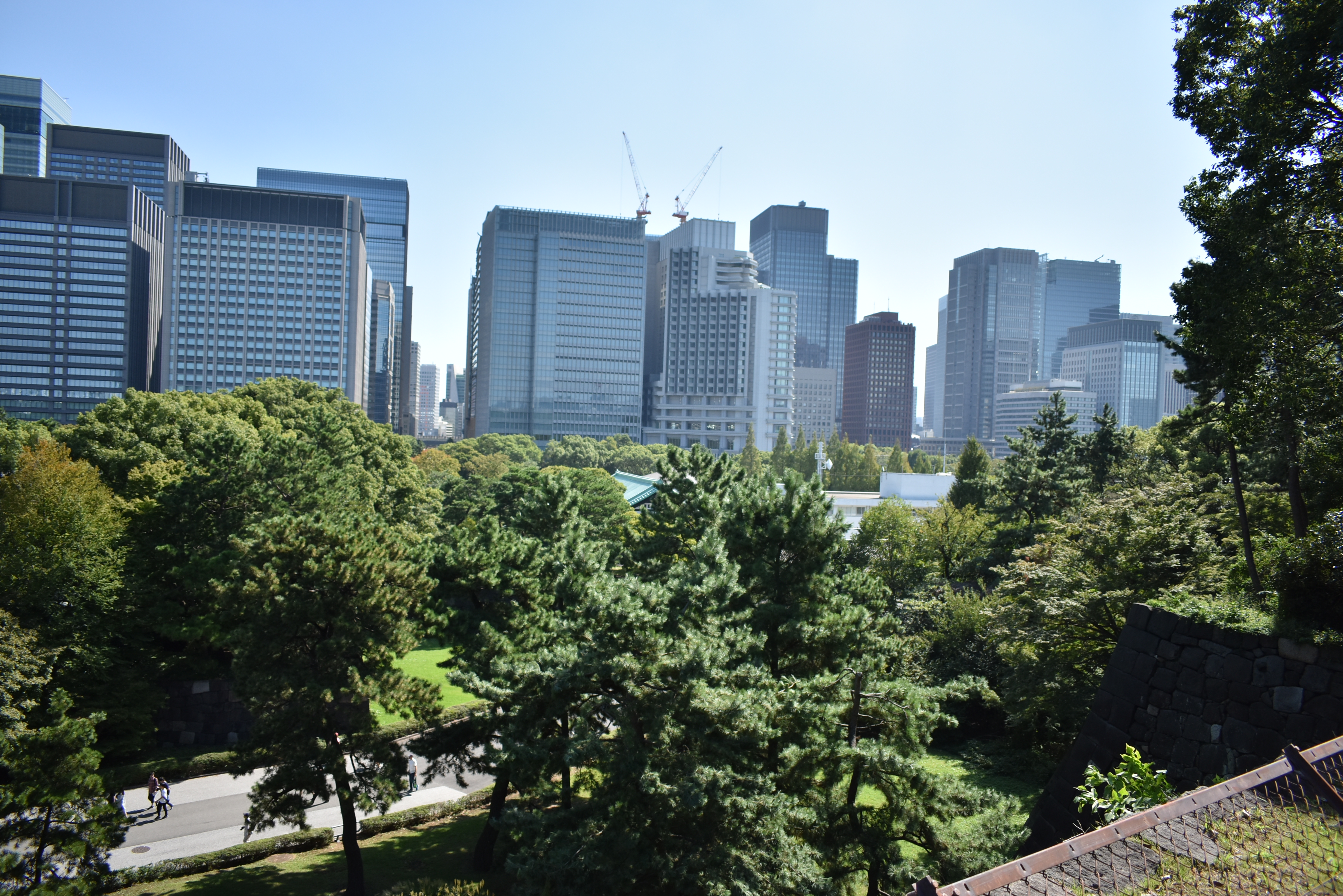
同左
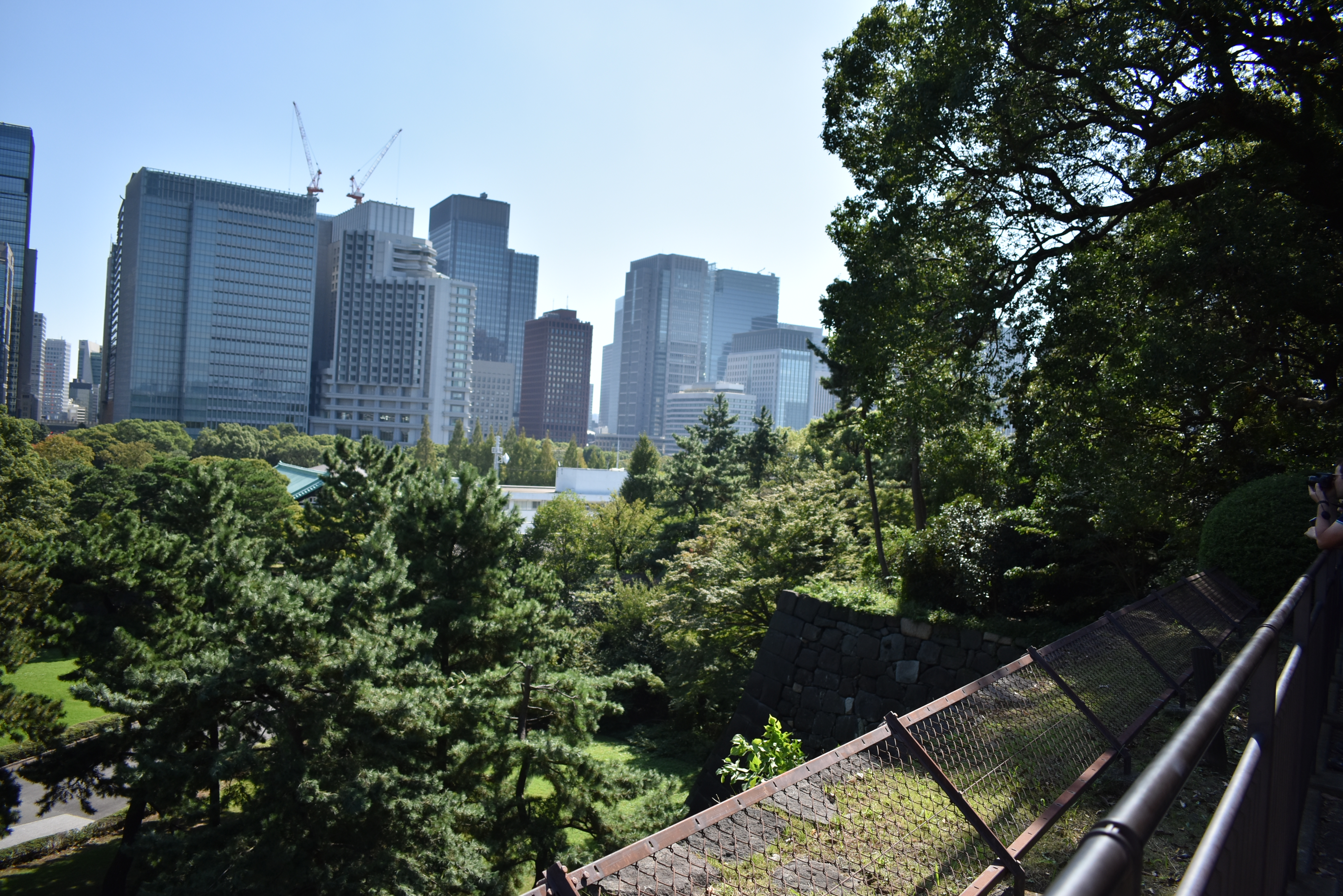
日比谷眺望

### 畫廊

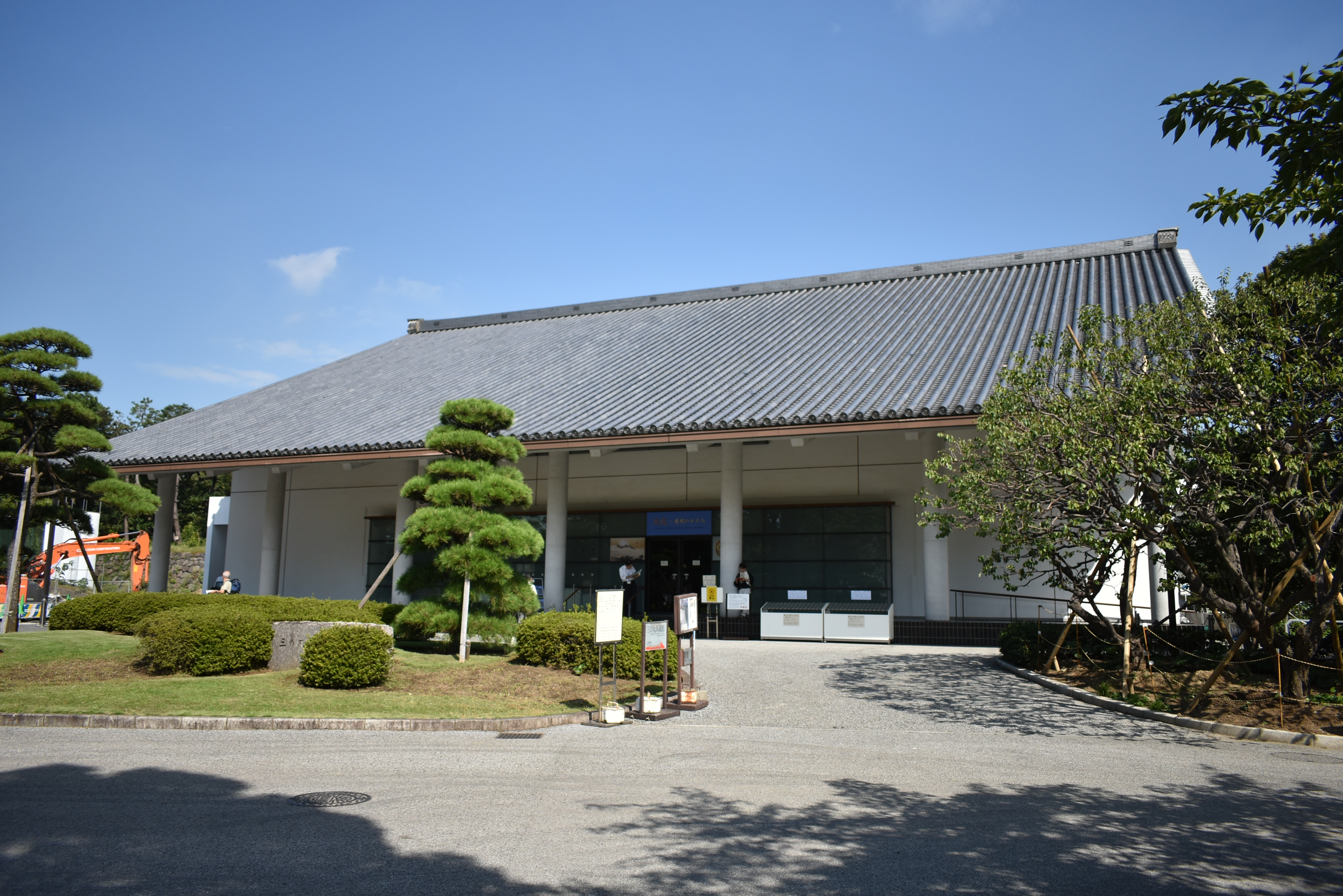
三之丸尚藏館
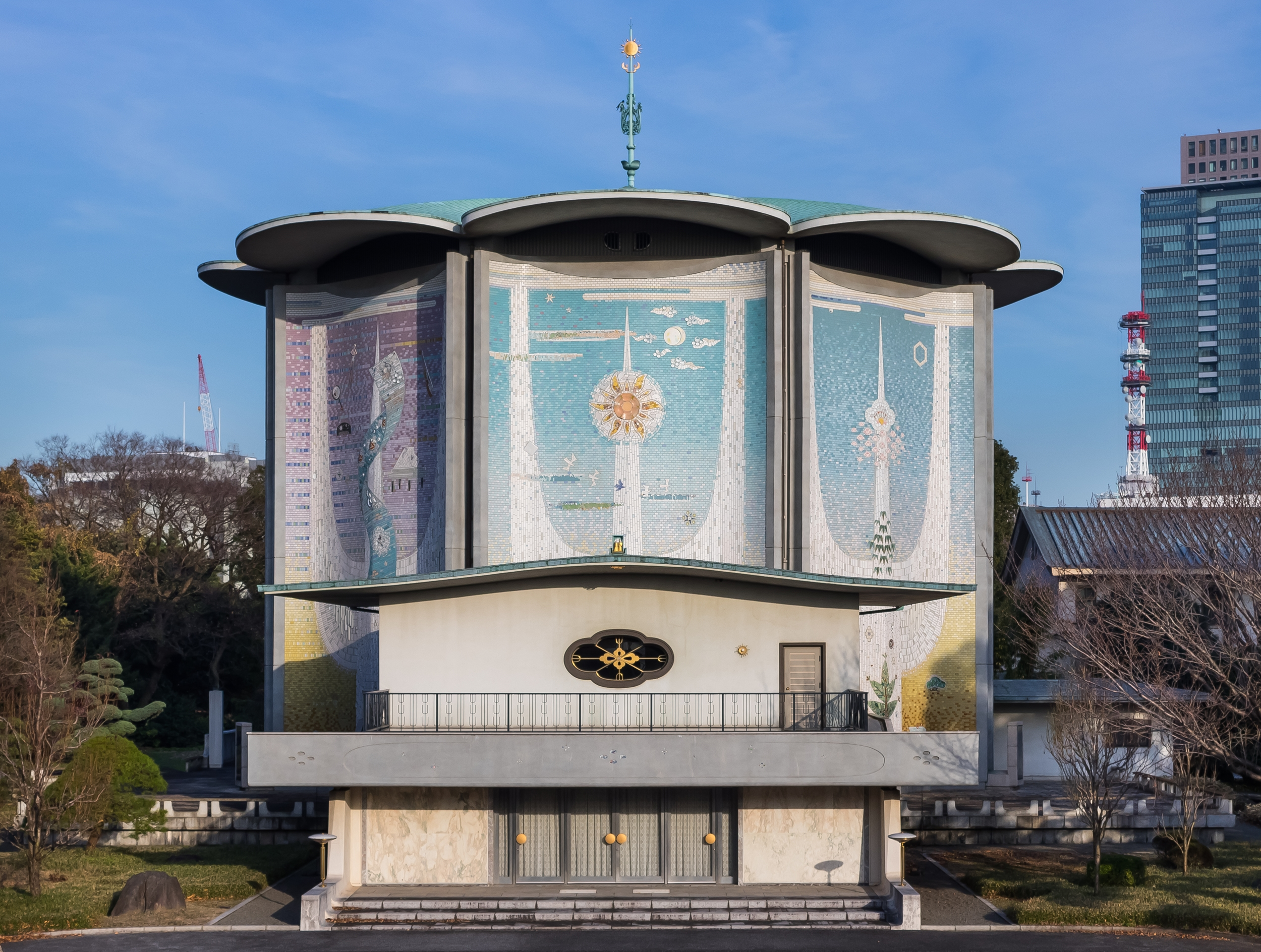
桃華樂堂
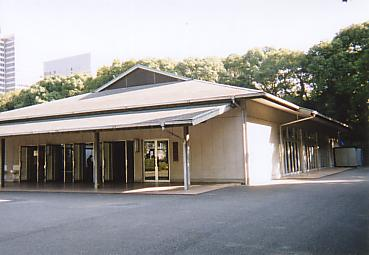
窗明館（皇居參觀者休所）
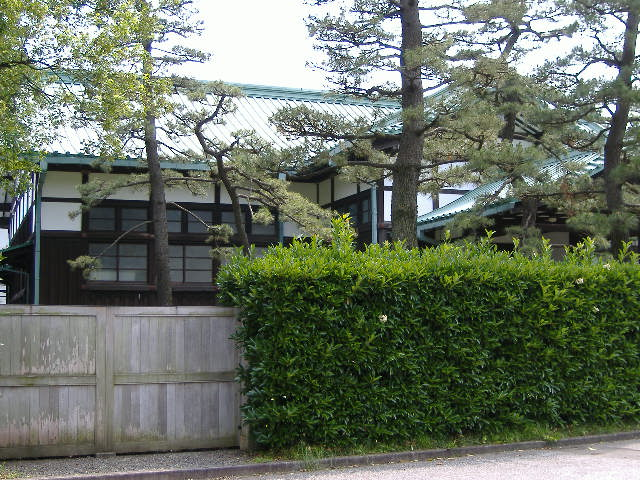
濟寧館（皇宮警察本部練武場）1933年竣工
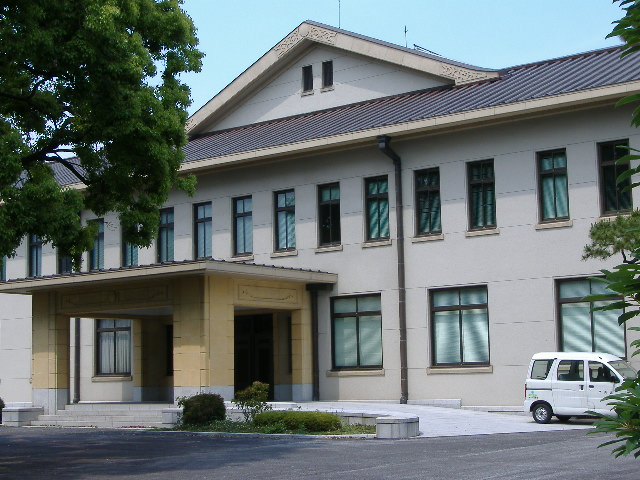
樂部廳舍
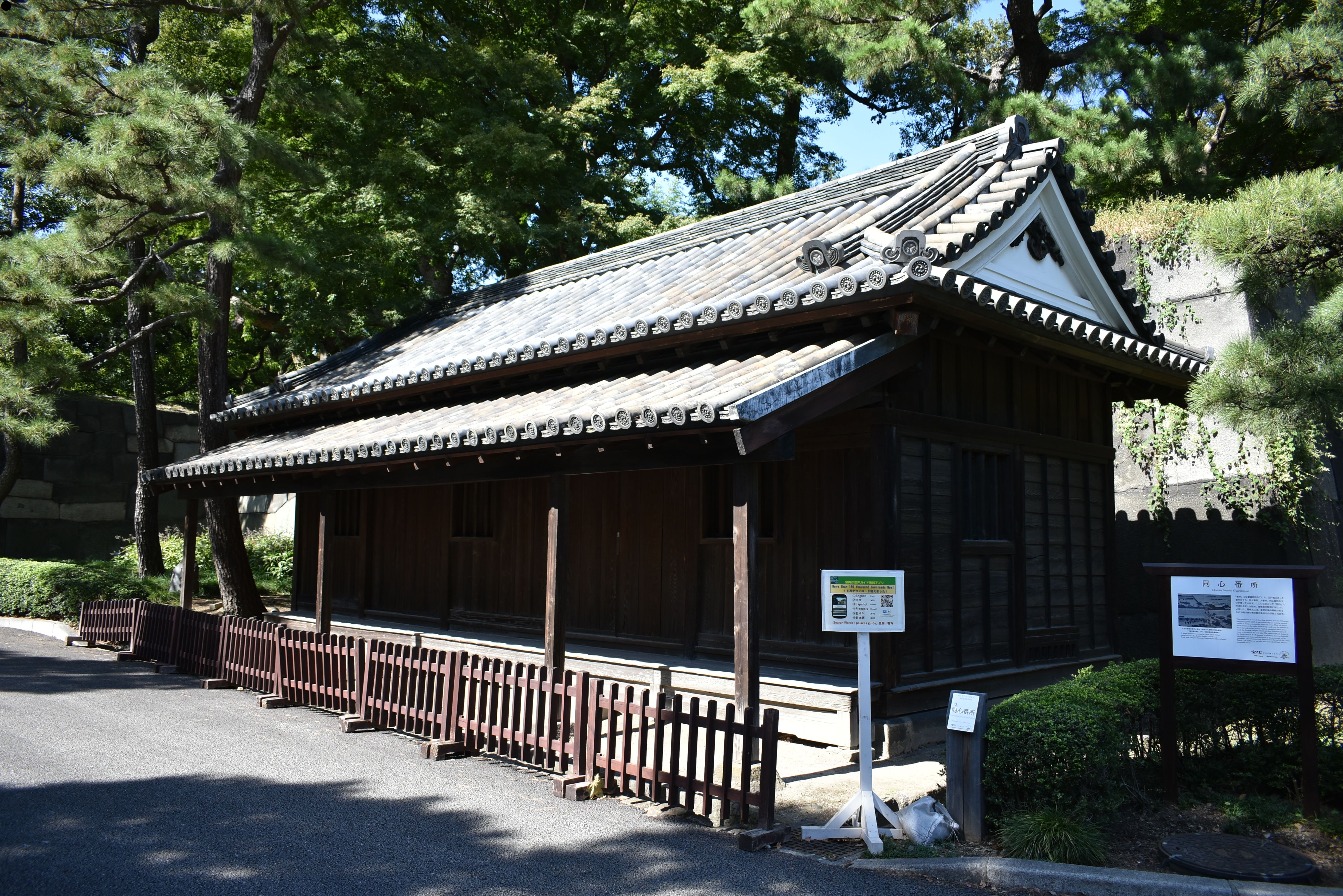
同心番所
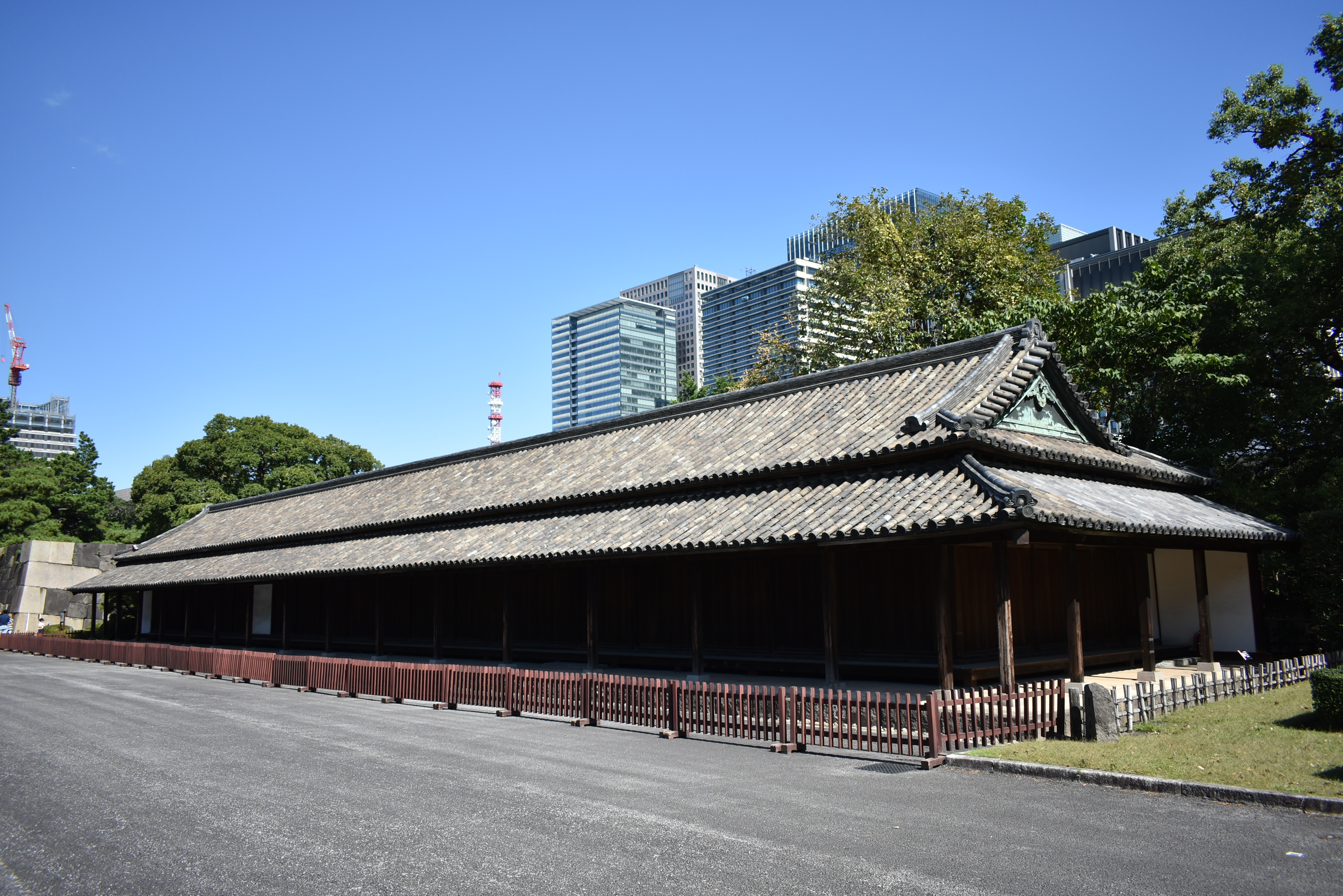
百人番所
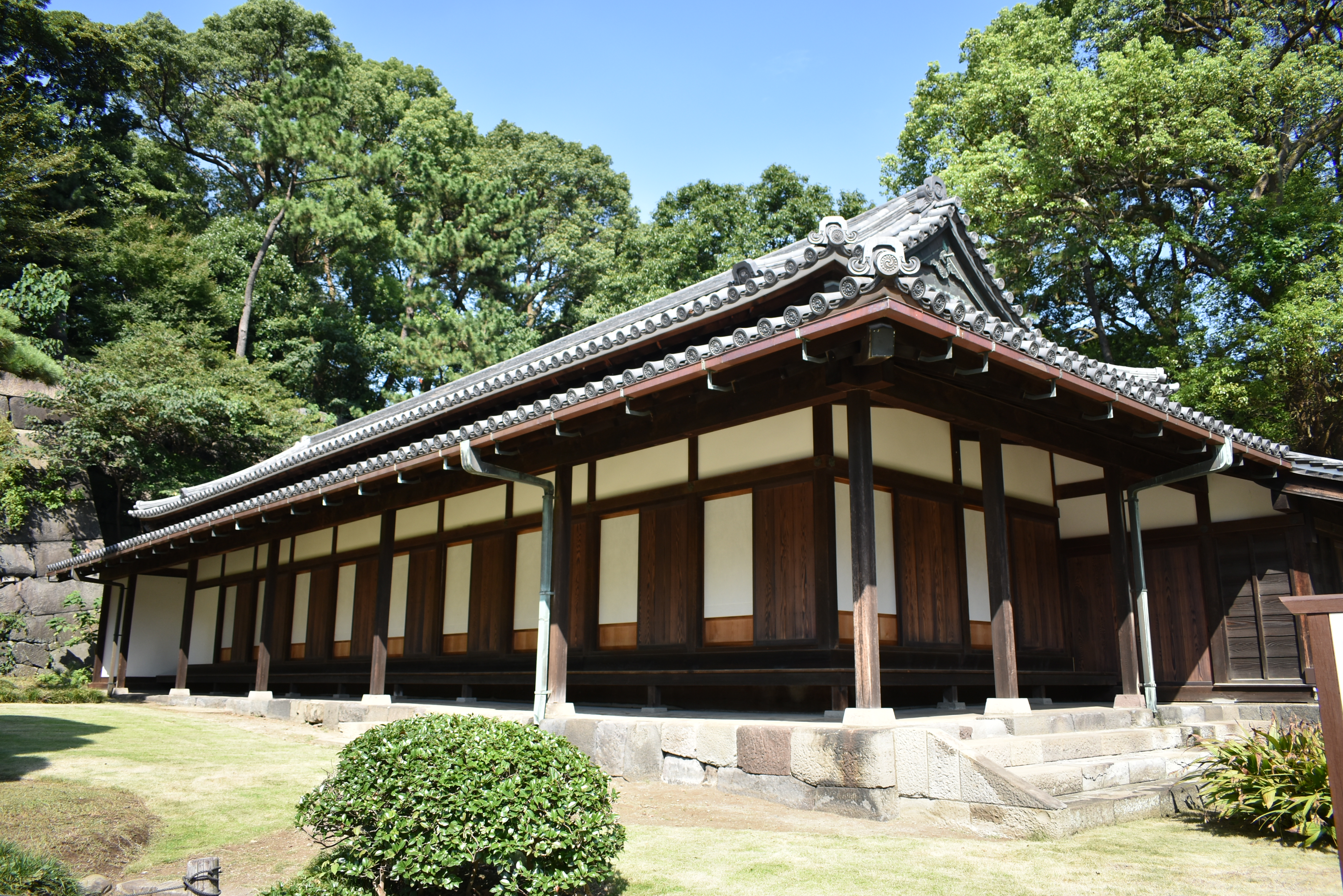
大番所
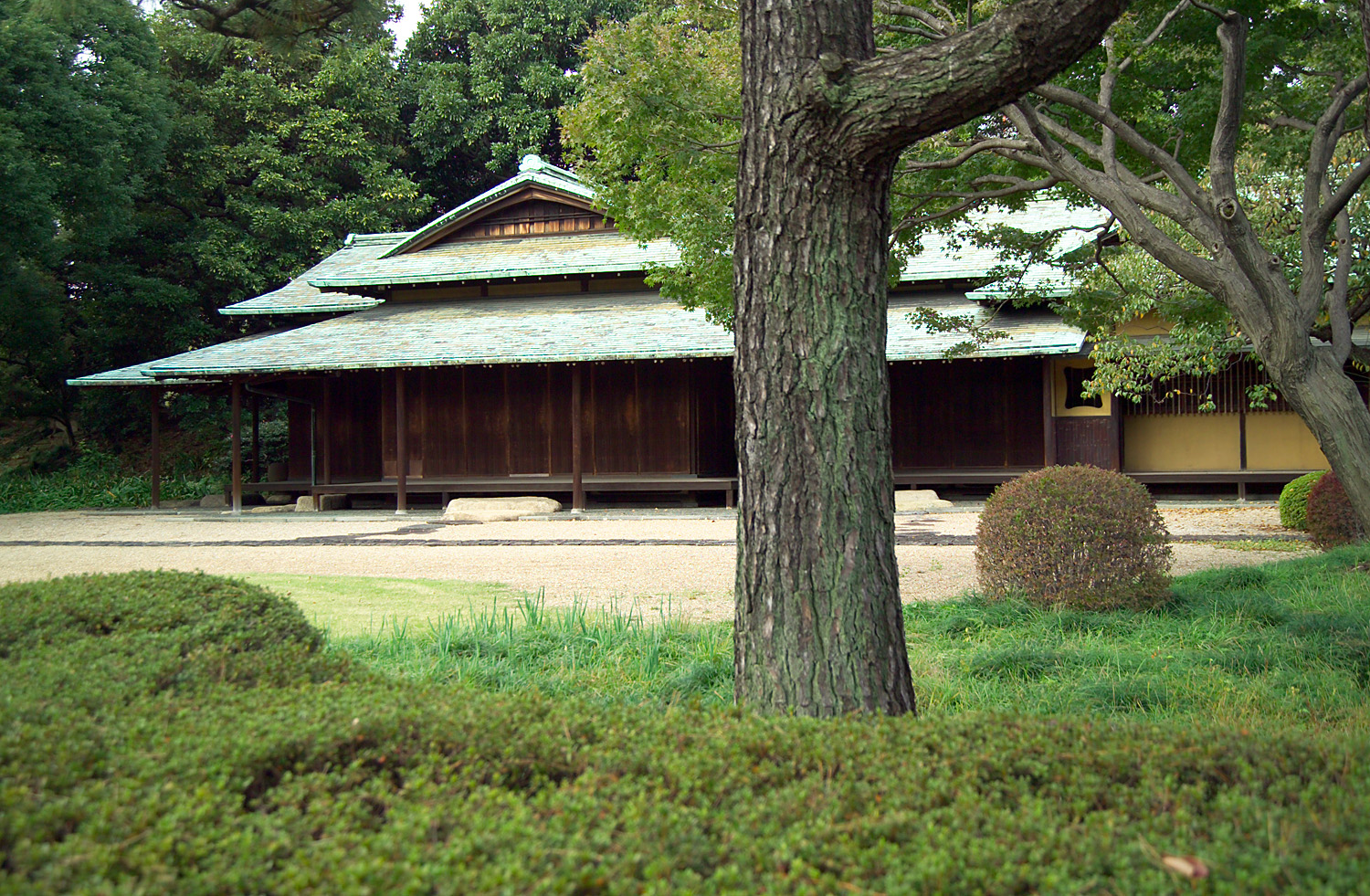
諏訪茶屋
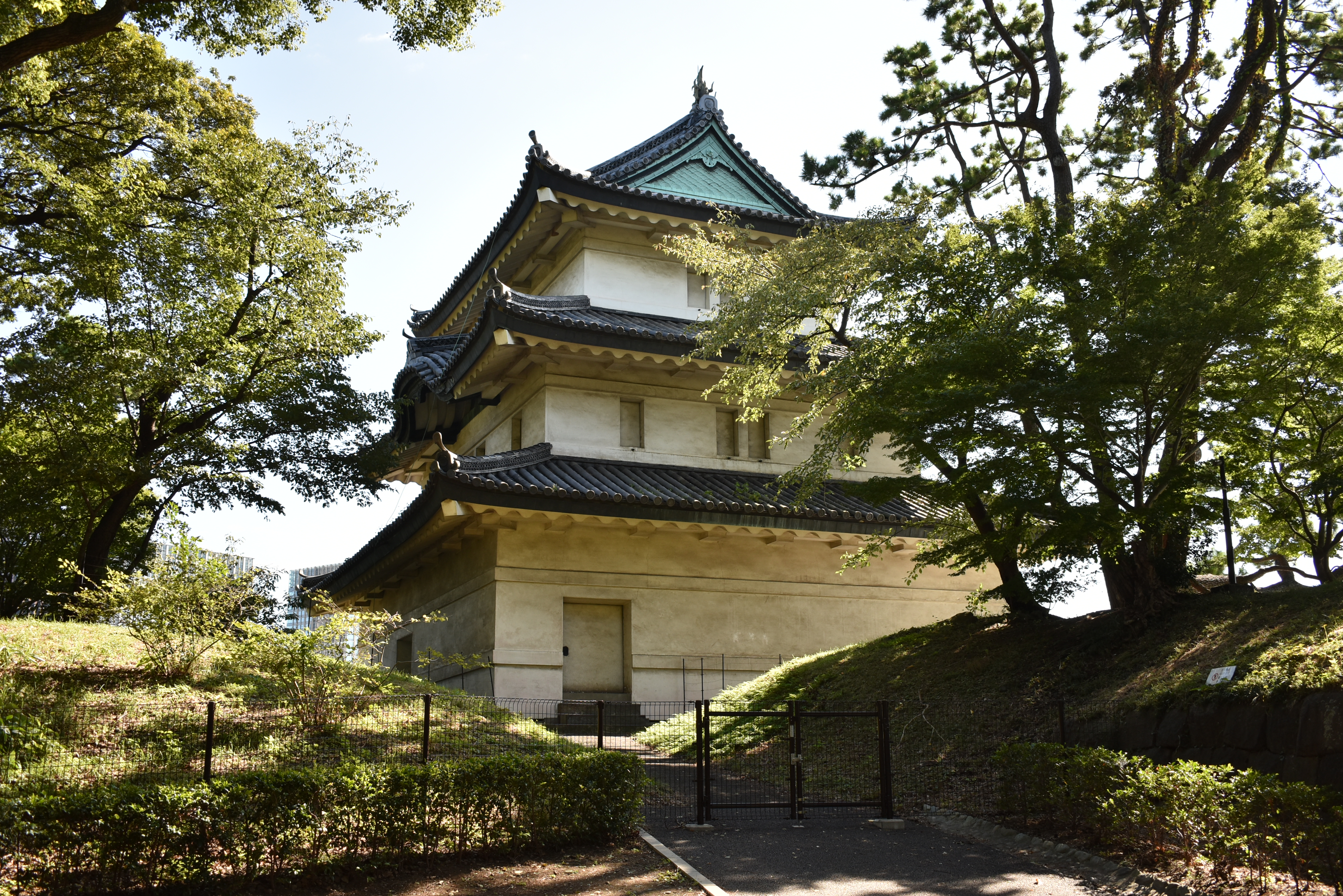
富士見櫓
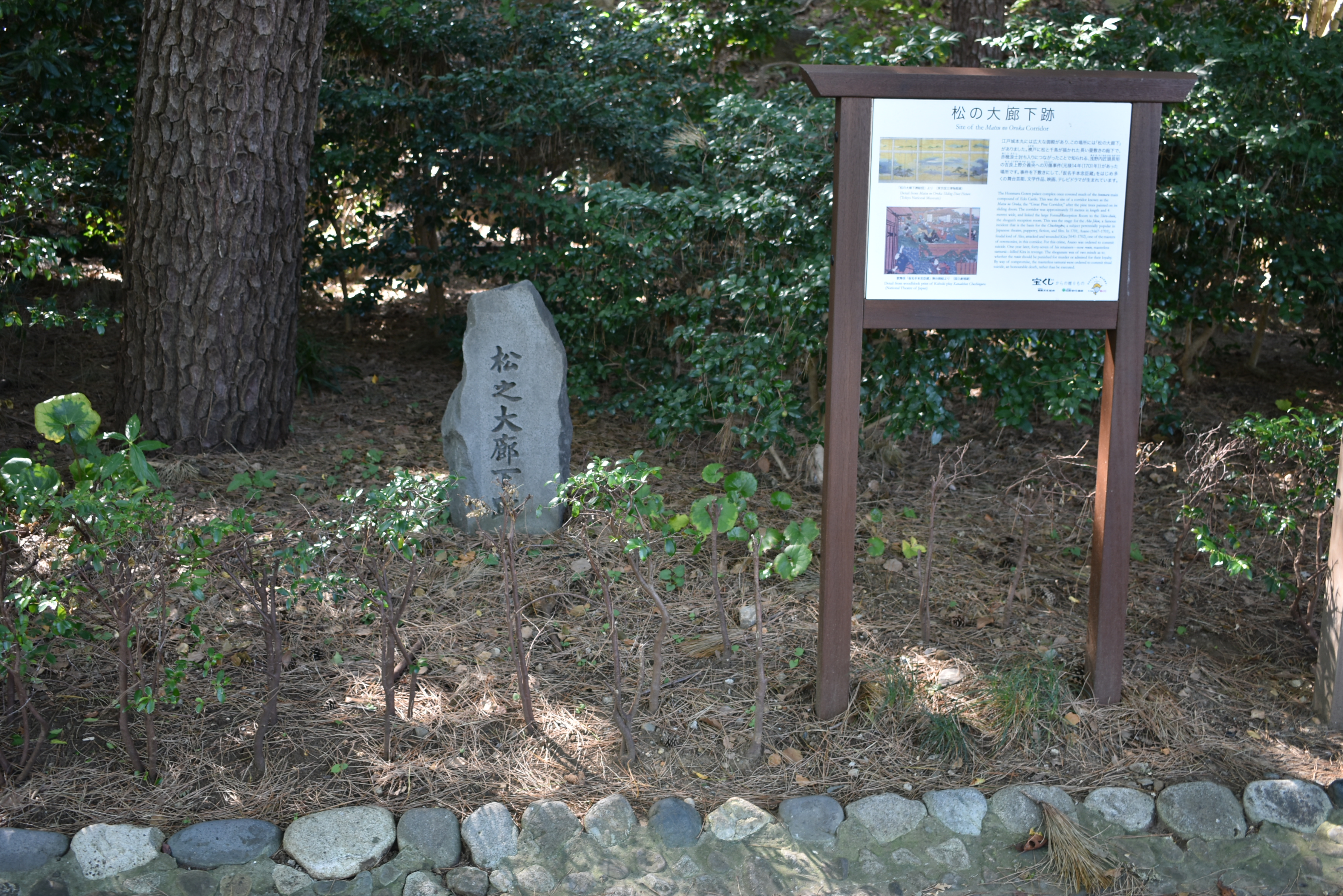
松之廊下跡碑
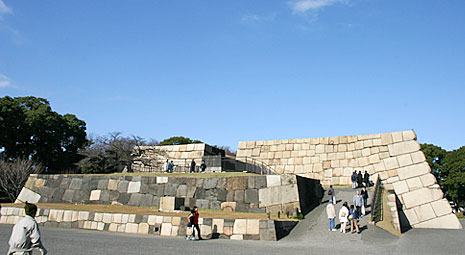
江戶城天守跡（天守台）
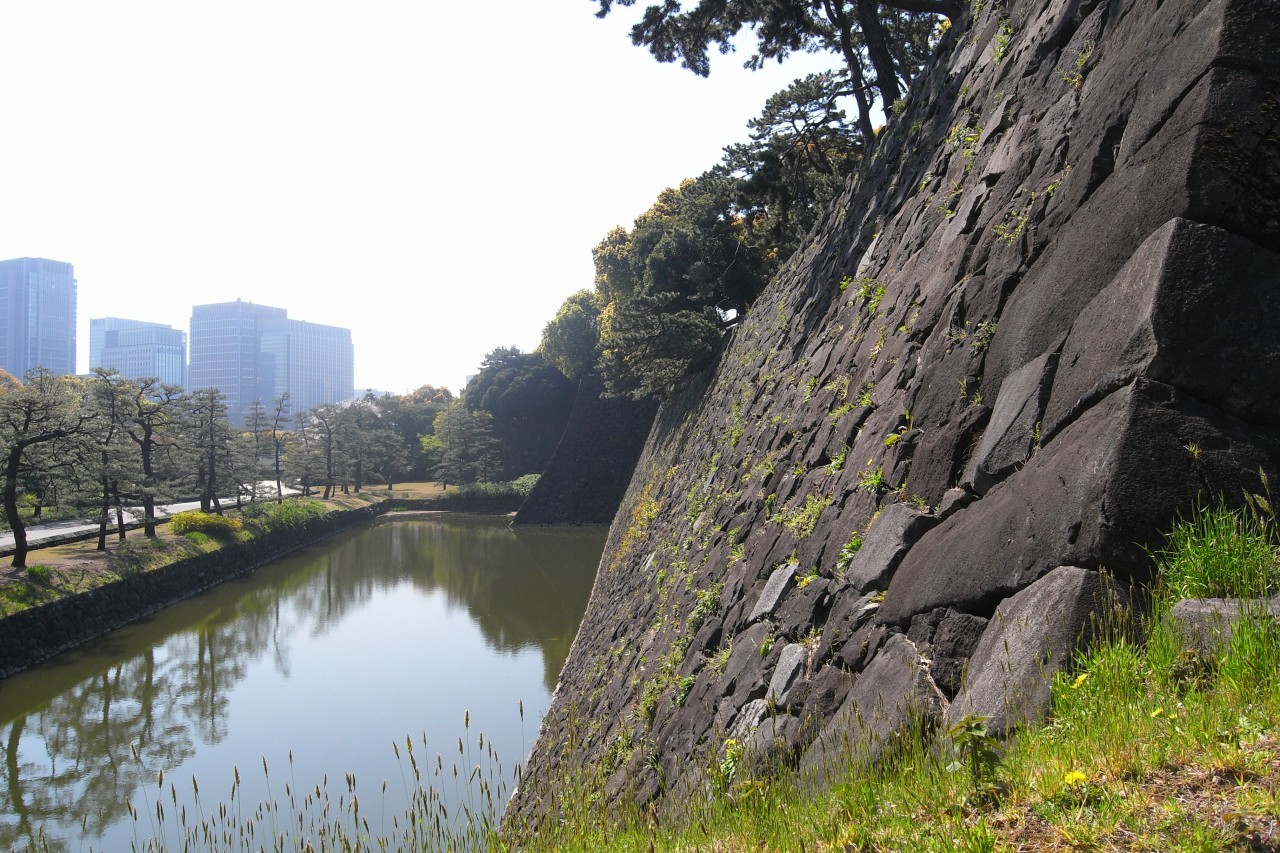
汐見坂至白鳥濠
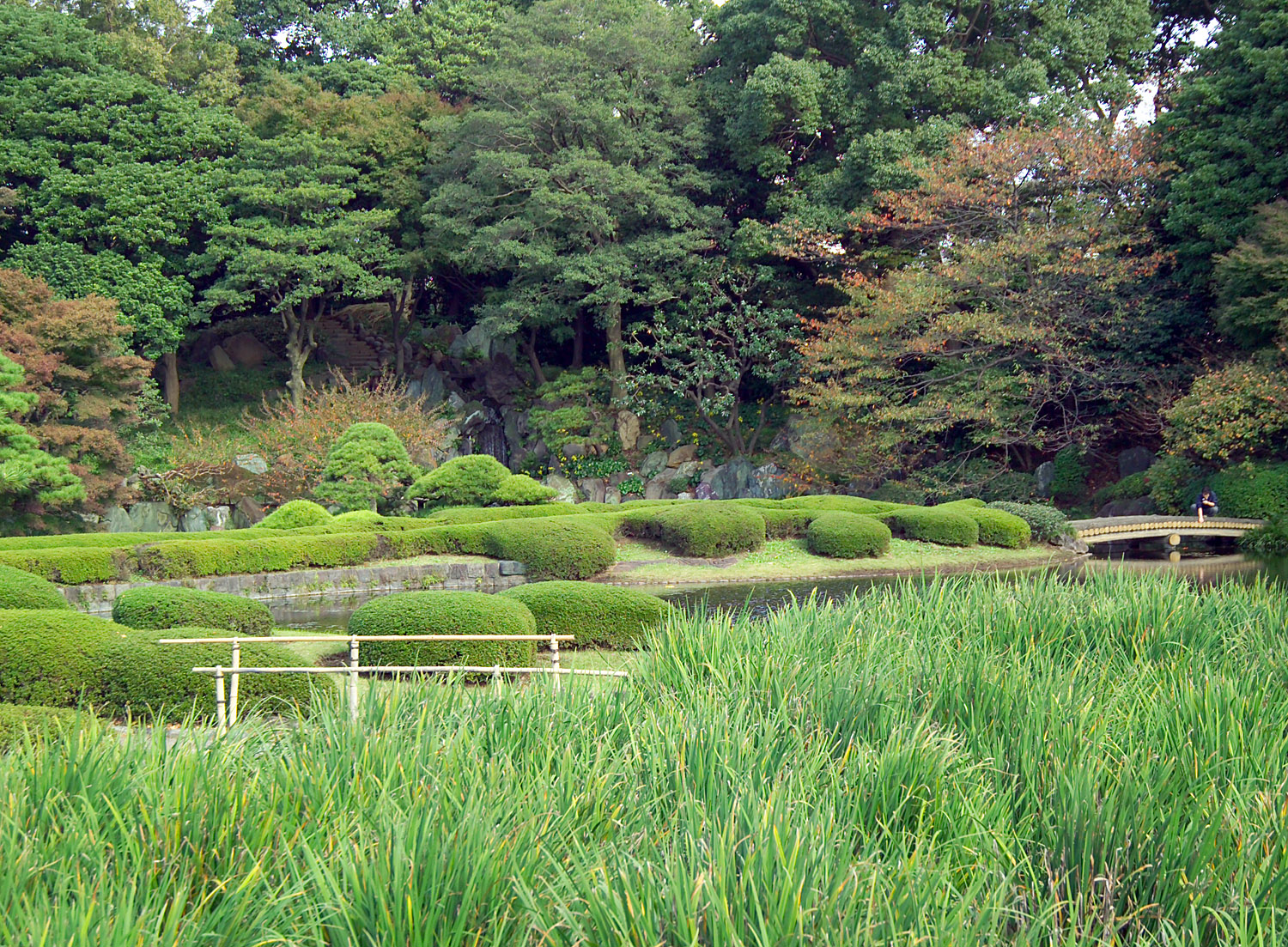
御苑內的日本庭園
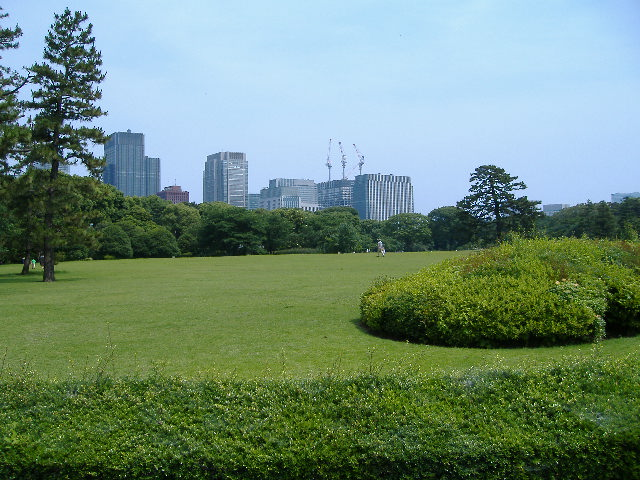
江戶城本丸跡
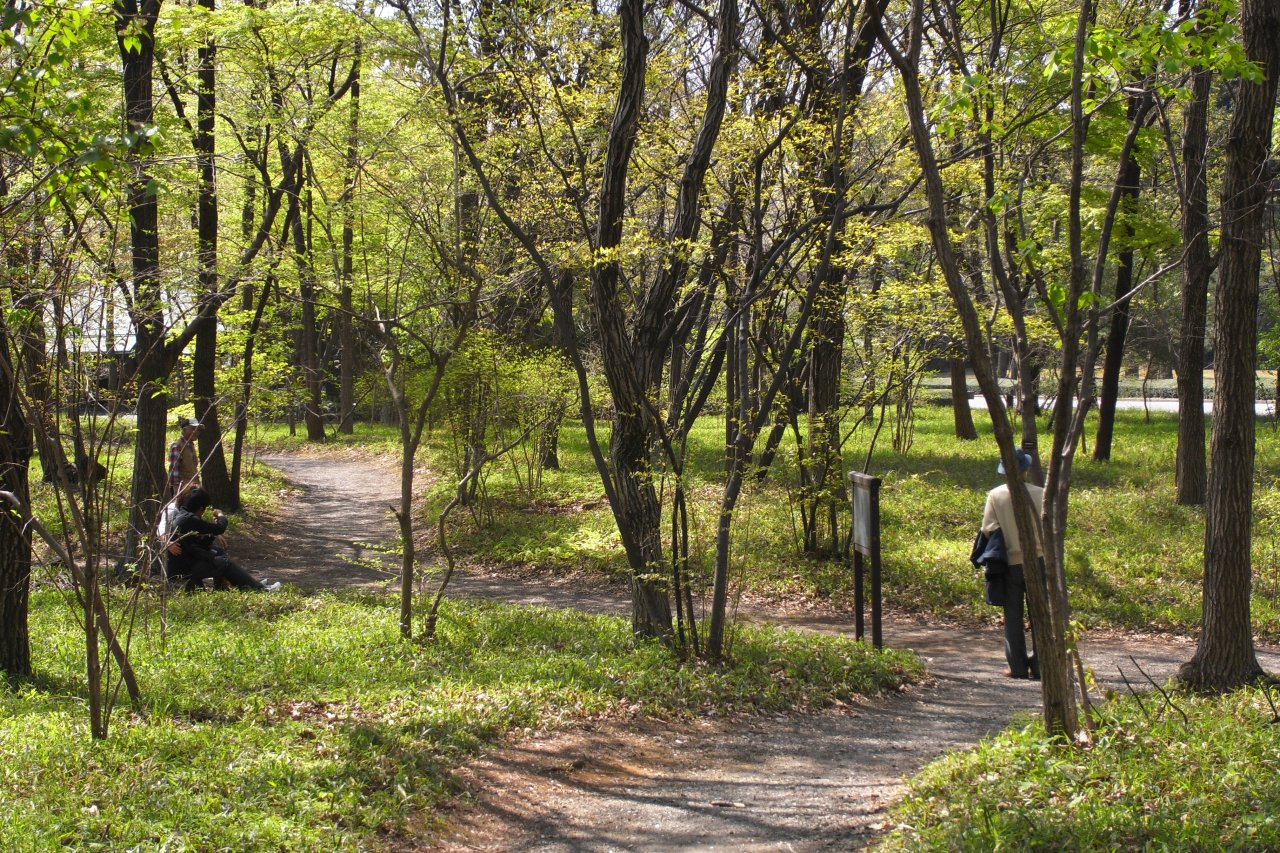
二之丸雜木林

皇居東御苑 展望台 - 2019年9月28日攝影
- 直下為白鳥濠、內神田眺望
- 大手町眺望
- 同左
- 丸之内眺望
- 同左
- 日比谷眺望

## 交通方式
- 大手門・平川門・北桔橋門等各門皆可以進出。可利用的車站如以下所示。
  - 大手町站徒步5分
  - 竹橋站徒步5分
  - 二重橋前站徒步10分
  - 東京車站徒步15分（丸之内側）
- 入園料：無（免費）。
- 公開日：原則上除了星期一與星期五以外，每日開放（天皇誕生日以外的國定假日皆有開放。星期一如果是國定假日，隔日星期二休園）。此外，天皇誕生日、年末年始（12月28日至翌年1月3日）皆休園。另有臨時休園日。
- 公開時間：上午9時至下午4時45分（4月15日至8月末日）、上午9時至下午4時15分（3月1日至4月14日、9月1日至10月末日）、上午9時至下午3時45分（11月1日至2月末日）皆需在閉園前15分入園。
- 入園者超過一定數量時，可能暫時中止入園。
- 入園時需檢查隨身行李，領取入園票，並在離園時交回。

## 腳註
1. ↑  宮内庁.  (PDF). 皇居東御苑 - 宮内庁. 宮内庁.   [2020-09-28]. （原始内容存档 (PDF)于2021-01-18）.
2. ↑  宮內廳.  (PDF). 宮內廳.   [2020-09-28]. （原始内容存档 (PDF)于2021-01-18）.
3. ↑  皇居外苑 昭和天皇のご発意・二の丸武蔵野雑木林 （页面存档备份，存于）国民公園協会（2019年6月25日閲覧）。
4. ↑  天皇皇后両陛下のご植樹の中の皇居東御苑果樹古品種園案内図（平成20年4月） （页面存档备份，存于）宮内庁（2019年6月25日閲覧）。
5. ↑  「皇室：両陛下、ヒレナガニシキゴイ放流 皇居・東御苑に」 （页面存档备份，存于）毎日新聞ニュースサイト（2018年11月19日）2019年6月25日閲覧。
6. ↑  「皇居・東御苑、入園者3000万人」『読売新聞』朝刊2018年3月28日（社会面）。

## 關連項目
- 皇居
- 皇居外苑
- 江戶城
- 宮内廳

## 外部連結
- 宮内庁による皇居東御苑の公開要領 （页面存档备份，存于）